# Lučka
Lučka je  žensko osebno ime.

## Izvor imena
Ime Lučka je lako tvorjenka na -ka iz italijanskih oblik imena Lucija, ki se izgovarjajo na -č, npr. Lucia - Luciana, kar se odraža v imenih Lučina, Lučana, Lučka.

## Različice imena
Luča, Lučana, Luči, Lučina

## Pogostost imena
Po podatkih Statističnega urada Republike Slovenije je bilo na dan 31. decembra 2007 v Sloveniji število ženskih oseb z imenom Lučka: 411. Med vsemi ženskimi imeni pa je ime Lučka po pogostosti uporabe uvrščeno na 291. mesto.

## Osebni praznik
V koledarju je ime Lučka uvrščeno k imenu Lucija; god praznuje 13. decembra.